# 삼수동
삼수동(三水洞)은 대한민국 강원특별자치도 태백시의 행정동이다.

## 개요
삼수동은 동쪽으로 삼척시, 서쪽으로 정선군과 인접하고 있는 태백시 최북단에 있는 시 면적의 37.3%를 차지하는 가장 면적이 넓은 동이다. 한강, 낙동강, 오십천의 분수령인 삼수령이 중심부에 위치해 있으며, 낙동강 1300백리의 발원지인 황지연못과 한강의 발원지인 검용소, 백두대간의 중추인 금대봉 하부능선에 전국에서 가장 높은 해발 920m 지대에 자리한 용연동굴 등의 주요 관광지가 있다. 태백시의 관문인 태백역과 태백버스 종합터미널, 대한민국의 철도역 중 가장 높은 곳인 해발 855m에 위치한 추전역이 있다.
1998년에 황지3동과 화전1동, 화전2동, 사조동을 통합하여 설치된 행정동이다.

## 법정동
- 황지동(黃池洞) 일부 : 25일부, 251-263, 268-272, 273일부, 357-364, 368일부, 369-378, 622, 623일부, 653, 654일부, 산16-35, 산118-137, 산175-176일부 번지
- 화전동(禾田洞)
- 적각동(赤角洞)
- 창죽동(蒼竹洞)
- 원동(院洞)
- 상사미동(上士美洞)
- 하사미동(下士美洞)
- 조탄동(助呑洞)

## 교육
- 미동초등학교 (원동)
  - 도릉분교 (폐교) - 백두대간로 2007 (조탄동)
  - 하사미분교 (폐교) - 백두대간로 1633 (하사미동)
- 화전초등학교 (폐교) - 태백로 368 (화전동)

## 교통
- 태백역
- 태백버스종합터미널
- 추전역 (해발 855m)

## 관광
- 용연동굴